# Chortodes
Chortodes là một chi bướm đêm thuộc họ Noctuidae.

## Các loài
- Chortodes dulcis (Oberthür, 1918)
- Chortodes extremus – Concolorous (Hübner, [1809])
- Chortodes fluxus – Mere Wainscot (Hübner, [1809])
- Chortodes morrisii (Dale, 1837)

## Cho đến gần đây đặt vào chi này
- Denticucullus mabillei (D. Lucas, 1907) (previously Chortodes mabillei)
- Denticucullus pygmina – Small Wainscot (Haworth, 1809) (previously Chortodes pygmina hoặc Chortodes pygminus)